# Raková (Slowakei)
Raková (ungarisch Trencsénrakó – bis 1907 Rakova, polnisch Rakowa) ist eine Gemeinde in der Nordwestslowakei.

## Lage
Sie liegt im Tal der Kysuca am Ufer des Flusses und seinen Zuflüsse Raková und Trstená, zwischen dem Javorník-Gebirge und Turzovská-vrchovina-Bergland. Die Stadt Čadca liegt 4 km östlich der Gemeinde.
Um den Hauptort herum liegen einige Kleinsiedlungen (slowakisch kopanice).

## Geschichte
Der Ort wurde 1658 (1635?) erstmals als Rakova erwähnt. Im Ort gibt es zwei Kirchen: der Heiligen Maria aus dem Jahr 1874 und die andere des Heiligen Kyrill und Method aus dem Jahr 1991. Daneben gibt es auch zwei Kapellen.

## Bevölkerung
| Jahr                | 1994 | 2004    | 2014    | 2024    |
| ------------------- | ---- | ------- | ------- | ------- |
| Anzahl der Personen | 4734 | 5120    | 5411    | 5603    |
| Unterschied         |      | +8,15 % | +5,68 % | +3,54 % |

| Jahr                | 2023 | 2024    |
| ------------------- | ---- | ------- |
| Anzahl der Personen | 5629 | 5603    |
| Unterschied         |      | −0,46 % |

## Persönlichkeiten
- Ján Palárik (1822–1870), slowakischer Dramatiker und Publizist